# 奇布拉克
奇布拉克，是匈牙利托尔瑙州所辖的一个村。总面积14.62平方公里，总人口339，人口密度23.2人/平方公里（2011年1月1日）。